# A Carrocinha
A Carrocinha é um filme brasileiro de 1955, do gênero comédia, dirigido por Agostinho Martins Pereira e produzido pela Companhia Cinematográfica Vera Cruz. Estrelado por Amácio Mazzaropi, o filme é considerado um dos marcos iniciais na consolidação de seu personagem caipira que se tornaria imensamente popular no cinema nacional. Lançado em setembro de 1955, o longa-metragem foi filmado em sua maior parte no município de Santa Branca, no interior de São Paulo, contando com a participação de muitos moradores locais como figurantes e em pequenos papéis.

## Enredo
Jacinto (Amácio Mazzaropi) é um homem simples e ingênuo que vive em uma pequena cidade do interior. O prefeito da cidade, Juca Miranda (Modesto de Souza), que secretamente detesta cães – especialmente Bolinha, a cadela de estimação de sua esposa – decide implementar o serviço de carrocinha para recolher os animais de rua. Jacinto é nomeado para o cargo de laçador de cães, uma função que rapidamente o torna impopular entre os moradores.
Pressionado pelas reclamações e por sua própria aversão ao trabalho, Jacinto começa a usar o caminhão da prefeitura para outros serviços. Em uma de suas viagens, conhece o sitiante Salvador (Adoniran Barbosa), um ex-combatente da Revolução Constitucionalista de 1932, que vive com sua bela filha Ermelinda (Dóris Monteiro) e o cão Duque. Salvador, confundindo o uniforme de Jacinto com o de um militar, passa a chamá-lo de "sargento". Jacinto se apaixona por Ermelinda e os dois decidem se casar.
Para conseguir o dinheiro para a cerimônia, Jacinto aceita a proposta do prefeito: receberia uma comissão pela captura de todos os cães da cidade. Sem alternativa, ele retoma a impopular tarefa, o que intensifica a hostilidade dos moradores contra ele e sua família. A situação chega ao clímax quando um rival político arma um plano para acusar Jacinto de ter capturado e matado Biriba, o cão mascote do time de futebol local, o alvinegro Brioso, gerando grande revolta na cidade.

## Produção
A Carrocinha foi o terceiro filme da carreira de Amácio Mazzaropi e um dos primeiros em que seu personagem caipira, com suas características marcantes de ingenuidade, bom humor e forte senso de justiça, começou a se delinear de forma mais clara, embora ainda em desenvolvimento se comparado aos seus filmes posteriores com a PAM Filmes.
O filme foi uma produção da Companhia Cinematográfica Vera Cruz, um dos estúdios mais importantes da história do cinema brasileiro, conhecido por suas tentativas de implementar um modelo de produção industrial nos moldes de Hollywood. As filmagens ocorreram predominantemente na cidade de Santa Branca, São Paulo, conferindo um tom autêntico ao ambiente rural retratado. A participação de moradores locais como figurantes e em papéis secundários é uma característica notável da produção, integrando a comunidade ao universo do filme.
A direção de Agostinho Martins Pereira e o roteiro de Jacques Deheinzelin e Walter George Durst buscaram equilibrar a comédia popular com uma crítica social sutil, abordando temas como a política local, a hipocrisia e os valores comunitários.

## Elenco Principal
- Amácio Mazzaropi como Jacinto Pedregulho
- Dóris Monteiro como Ermelinda
- Modesto de Souza como Prefeito Juca Miranda
- Adoniran Barbosa como Salvador, pai de Ermelinda
- Gilberto Chagas como Alinor
- João Silva como Lisboa, presidente da Câmara Municipal
- Aída Mar como Clotilde, mãe de Jacinto
- Paulo Saffioti como Teotônio
- Kléber Macedo como Adalgiza, professora
- Nicolau Sala como Padre Simão
- Salles de Alencar como Abel Fragoso
- José Nuzzo como Tatu, irmão menor de Jacinto
- Luiza de Oliveira como Dona Hortênsia
- Reinaldo Martini como Paulo
- Diná Machado como Tia Josefa
- José Gomes como Tio José
- Nieta Junqueira como Esposa do Prefeito
- Galileu Garcia
- Jordano Martinelli como Dono do bar
- Bento Souza
- Luiz Francunha
- Duque como o cão Duque (cão de Ermelinda e do próprio Mazzaropi na vida real)[8]

## Música
A trilha sonora do filme conta com a participação de importantes nomes da música popular brasileira da época. Dóris Monteiro, além de atuar, interpreta canções como "Mula Bailarina" (Zé Ferreira e Ubirajara Bittencourt) e "Se Eu Soubesse" (Valdomiro Pereira e Dilermando Reis). O próprio Amácio Mazzaropi canta "Mágoas de Caboclo" (J. Cascata e Leonel Azevedo) e "Jaguatirica" (composição de Mazzaropi e João Pacifico). Adoniran Barbosa também contribui com sua música, interpretando "Conselho de Mulher" (Adoniran Barbosa e Hervê Cordovil).
A orquestração e temas instrumentais foram, em parte, creditados a Cláudio Santoro, um colaborador frequente da Vera Cruz, embora a prática da época nem sempre detalhasse todos os compositores de música incidental.

## Lançamento e Recepção
A Carrocinha foi lançado nos cinemas brasileiros em setembro de 1955 e obteve grande sucesso de público, consolidando a popularidade de Mazzaropi junto às massas. A figura do caipira simples e honesto, que enfrenta as adversidades com humor e perspicácia, cativou o público e se tornou uma marca registrada do ator.
A crítica especializada da época, muitas vezes dividida em relação aos filmes populares da Vera Cruz e ao estilo de Mazzaropi, reconheceu o apelo do filme junto ao público, embora alguns críticos pudessem ter ressalvas quanto à simplicidade do enredo ou à estética da produção em comparação com os padrões mais "artísticos" valorizados por parte da intelectualidade. No entanto, a capacidade do filme de dialogar com uma vasta audiência era inegável e contribuiu para a sustentabilidade financeira da Vera Cruz em um período crucial.

## Temas e Análise
O filme explora diversos temas recorrentes na obra de Amácio Mazzaropi e no cinema popular brasileiro:
- O Caipira Ingênuo e Astuto: Jacinto personifica o homem do interior, muitas vezes subestimado, mas que possui uma sabedoria prática e um forte código moral.[6]
- Crítica Social Sutil: Através da comédia, o filme satiriza a política de cidade pequena, a demagogia de figuras de autoridade como o prefeito, e a hipocrisia social.[9]
- Conflito entre o Indivíduo e a Comunidade: A impopularidade de Jacinto como laçador de cães e as acusações injustas que sofre levantam questões sobre o papel do indivíduo frente às pressões e mal-entendidos da coletividade.
- Relações Humanas e Afetivas: O romance entre Jacinto e Ermelinda, bem como as relações familiares e de amizade, são centrais para a narrativa.
- O Papel dos Animais: Os cães não são meros adereços, mas elementos importantes da trama, catalisadores de conflitos e afeições, refletindo a importância dos animais na vida rural e popular.

O humor do filme é construído sobre situações do cotidiano, trocadilhos, o carisma de Mazzaropi e o contraste entre a simplicidade do protagonista e as complicações do mundo ao seu redor.

## Legado
A Carrocinha é considerado um dos filmes mais importantes e queridos da fase inicial da carreira de Amácio Mazzaropi. Ele ajudou a solidificar o tipo cômico que o consagraria como um dos maiores fenômenos de bilheteria do cinema brasileiro. O filme também representa um exemplo significativo da produção da Vera Cruz, que, apesar de suas ambições "hollywoodianas", também soube investir em talentos populares como Mazzaropi.
O personagem Duque, o cão de estimação de Ermelinda (e na vida real, de Mazzaropi), tornou-se um ícone, aparecendo em diversos outros filmes do ator e reforçando a imagem de Mazzaropi como um artista ligado aos animais e à vida simples.
O filme continua sendo exibido em mostras de cinema, canais de televisão e está disponível em formatos de home video e plataformas de streaming dedicadas a filmes clássicos brasileiros, perpetuando seu apelo junto a novas gerações de espectadores e mantendo viva a memória de um dos períodos mais férteis do cinema popular no Brasil.

## Curiosidades
- Muitos dos moradores da cidade de Santa Branca, onde o filme foi rodado, atuaram como figurantes e em pequenos papéis, conferindo autenticidade às cenas.[4]
- O cão Duque, que interpreta o fiel companheiro de Ermelinda, era o cachorro de estimação de Amácio Mazzaropi na vida real e participou de vários outros filmes do ator.[8]
- O filme aborda a questão da raiva canina e a necessidade da carrocinha, um tema social relevante para a saúde pública da época, embora o foco principal seja a comédia e as desventuras de Jacinto. (Observação baseada no enredo do filme e contexto histórico).
- Adoniran Barbosa, já um renomado sambista, tem uma participação marcante como o pai de Ermelinda, trazendo seu carisma e talento musical para o filme.[1]